# Aleksej Vladimirovič Vorobev
Aleksej Vladimirovič Vorobev (čit. Aleksiej Vladimirović Varabjov) (ruski: Алексей Владимирович Воробьёв; Tula, 19. siječnja 1988.) je ruski pjevač i glumac koji nastupa i na engleskom i na ruskom jeziku. Na međunarodnoj sceni, Vorobev je poznat i kao Alex Sparrow, što je engleski prijevod njegovog imena. Godine 2006. potpisuje sporazum s tvrtkom Universal Music Russia, a sljedeće godine postaje Y-PEER-ov veleposlanik dobre volje. 
Godine 2008. i 2009. nastupao je na izlučnim natjecanjima za Pjesmu Eurovizije u Rusiji s pjesmama "New Russian Kalinka" i "Angelom Biht", no pobjednici su bili Dima Bilan i Anastazija Prihodko. Ipak, 5. ožujka 2011. izabran je za ruskog predstavnika na Eurosongu 2011. u Düsseldorfu. Pjesma je u prvoj polufinalnoj večeri 10. svibnja zauzela 9. mjesto, a u završnici 14. svibnja 16. mjesto. Pjesmu "Get You" napisao je uspješni marokansko-švedski producent RedOne.